# Storm Norton
Storm Willis Norton (* 16. Mai 1994 in Toledo, Ohio) ist ein US-amerikanischer American-Football-Spieler auf der Position des Tackle. Derzeit steht er bei den Atlanta Falcons aus der National Football League (NFL) unter Vertrag.

## Karriere
Storm Norton besuchte von 2012 bis 2016 die University of Toledo, wo er für deren Sportmannschaft, die Toledo Rockets, College Football spielte. Nachdem er die erste Saison als Redshirt ausgesetzt hatte, sah er 2013 als Reservespieler in sieben Spielen Zeit auf dem Feld. 2014 spielte er in allen dreizehn Spielen, die letzten drei davon als Starter. 2015 wurde er für seine guten Leistungen während der Saison zum First-Team All-MAC und für seine Leistungen im Bowl-Spiel der Rockets zusätzlich ins All-Bowl-Team der Associated Press gewählt. Auch 2016 wurde er zum First-Team All-MAC und wurde ausgewählt, im East-West Shrine Game zu spielen.
Nachdem Norton im NFL Draft 2017 nicht ausgewählt worden war, verpflichteten ihn die Detroit Lions als Free Agent. Am 2. September 2017 entließen sie ihn im Rahmen der finalen Kaderverkleinerung auf 53 Spieler. Bereits am folgenden Tag verpflichteten sie ihn jedoch für ihren Practice Squad. Am 9. September 2017 beriefen sie ihn in den aktiven Hauptkader, bereits drei Tage später entließen sie ihn jedoch wieder. Am 13. September 2017 verpflichteten die Lions Norton erneut für ihren Practice Squad. Am 25. September 2017 wurde er von diesem entlassen. Am 26. Oktober 2017 verpflichteten die Lions Norton erneut für ihren Practice Squad. Nach fünf Tagen wurde er wieder entlassen.
Am 6. November 2017 verpflichteten die Arizona Cardinals Norton für ihren Practice Squad. Am 30. November 2017 entließen ihn die Cardinals.
Am 12. Dezember 2017 verpflichteten ihn die Minnesota Vikings für ihren Practice Squad. Am 16. Januar 2018 entließen die Vikings Norton. Am 29. Januar 2018 verpflichteten ihn die Vikings erneut. Im Rahmen der finalen Kaderverkleinerung auf 53 Spieler vor Beginn der Regular Season wurde er zwar zunächst entlassen, bekam aber wie in der Vorsaison wieder einen Platz im Practice Squad. Am 27. Oktober 2018 wurde er in den aktiven Kader befördert. Am 3. November 2018 wurde Norton entlassen. Am 6. November 2018 wurde er von den Vikings für den Practice Squad wiederverpflichtet. Im Rahmen der finalen Kaderverkleinerung vor Beginn der Regular Season 2019 wurde er entlassen.
Im ersten Draft der wiedergegründeten XFL wurde Norton als Gesamterster der zweiten Phase (Offensive Linemen) von den Los Angeles Wildcats ausgewählt. Pro Football Focus bewertete Norton von allen Offensive Linemen der XFL am besten. Nach Abbruch der Saison durch die COVID-19-Pandemie verpflichteten die Los Angeles Chargers Norton für zwei Jahre. Hier schaffte er zu Beginn der Saison 2020 den Sprung in den 53-Mann-Kader. Zur Saison 2021 wurde Norton der Starting-Right-Tackle der Chargers.
Im März 2023 unterschrieb Norton einen Einjahresvertrag bei den New Orleans Saints. Trotz einer guten Preseason wurde Norton im Rahmen der finalen Kaderverkleinerung vor Saisonbeginn entlassen. Kurz darauf wurde er jedoch für den initialen Practice Squad wiederverpflichtet. Am 26. September verpflichteten die Atlanta Falcons Norton.

## Stil
Norton hat eine sehr große Armlänge und kann einen großen ersten Schritt machen. Dies erlaubt ihm, einen großen Winkel zu erzielen, was nützlich für den Pass Block ist. Aufgrund seiner beachtlichen Körpergröße von über zwei Metern kann er auch tiefe Blocks gegen Spieler der zweiten Verteidigungsreihe setzen. Er ist jedoch nicht so gut im Laufblocken, neigt zum Spielen mit hohem Schwerpunkt und hat vergleichsweise wenig Kraft in den Beinen. Er ist relativ langsam in der Rückwärtsbewegung, jedoch schnell in der Seitwärtsbewegung. Norton spielte in Toledo im Two-Point Stance (keine Hand am Boden).